# Mottisfont Abbey

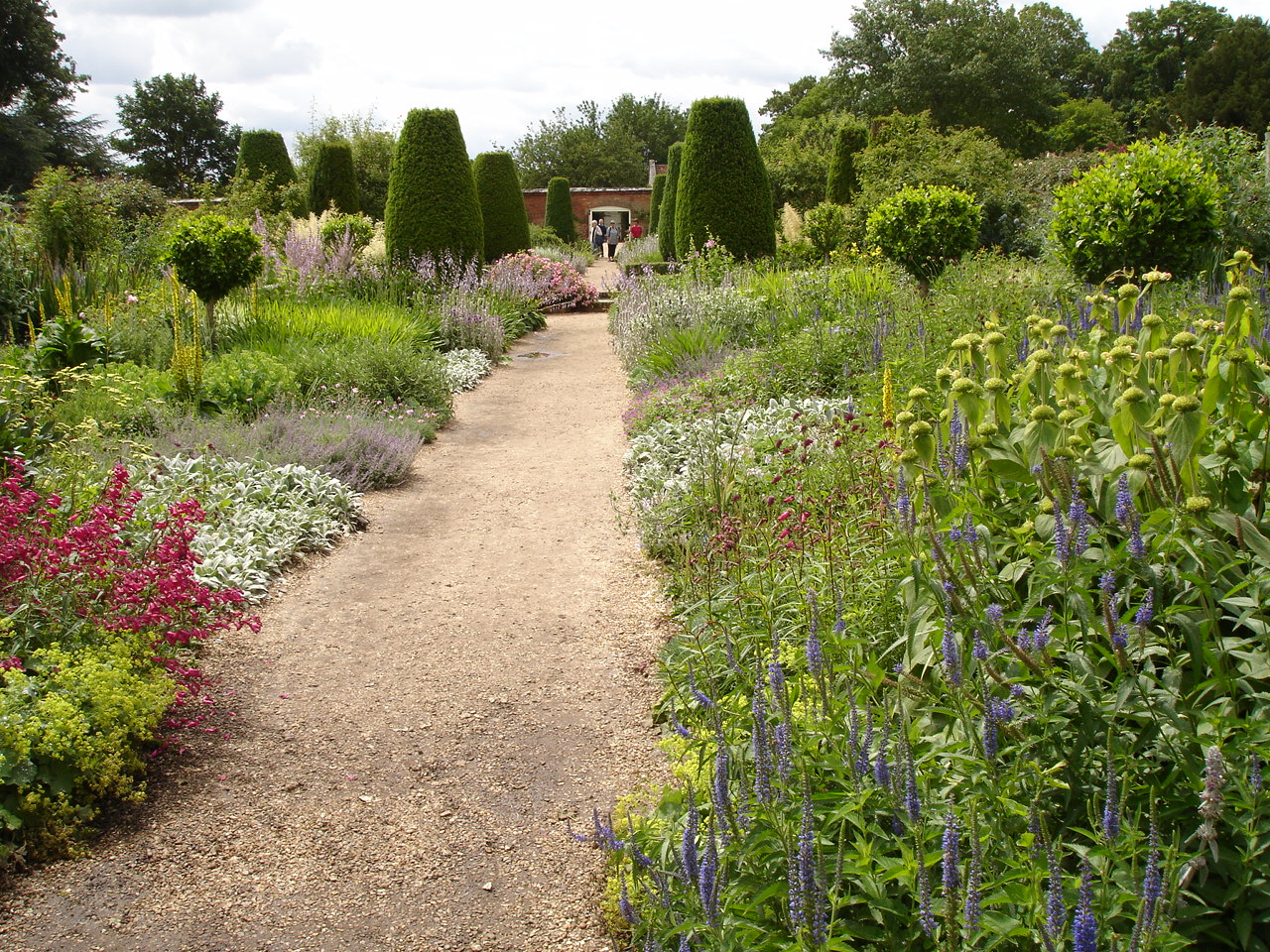
Los jardines de Mottisfont Abbey.

El Monasterio de Monttisfont, en inglés : Mottisfont Abbey es un lugar histórico y rosaleda de preservación de rosas de arbusto anteriores a las modificaciones e hibridaciones de 1900. Se ubica cerca de Romsey, Hampshire, Inglaterra.51°2′29.15″N 1°32′5.86″O / 51.0414306, -1.5349611

## Historia
El sitio en el Test Valley se piensa tuviera su origen de Tiempos de los sajones donde se celebraban reuniones. 
En 1201, William Briwere fundó un monasterio agustino en el sitio, que fue reconvertido siglos después en una casa por William Lord Sandys. 
Del antiguo monasterio quedan de remanentes partes de la iglesia, sala capitular y "cellarium" (despensa) incorporados dentro de la mansión del siglo XVIII.
El sitio está administrado actualmente por el National Trust y utilizado como atracción turística. Tiene un jardín de hierbas y se utiliza de vez en cuando para representaciones teatrales en los meses del verano. Dentro de la abadía hay una sala de estar decorada con la colección de pinturas de  Rex Whistler, y Derek Hill.

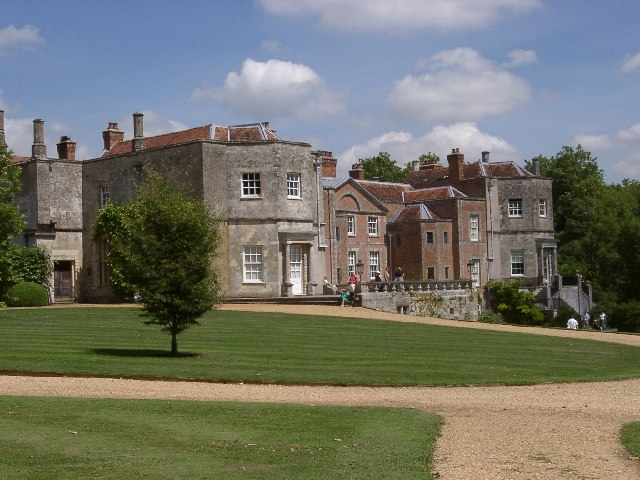
Mansión del, de Mottisfont Abbey.

Entre 1996 y 1998 usando una técnica llamada resistencia, un grupo de geofísicos examinaron el césped del sur de la mansión actual, debajo de la cual permanecen los claustros de la iglesia.

## Colecciones
Los jardines albergan a la National Collection de especies ancestrales de rosas, así como lacolección de rosas del siglo XIX creada por Graham Stuart Thomas. Las rosas están en su mejor momento de visita en junio. Hay también concursos para los niños y búsquedas de rastros. 
Hay una senda de paseo circular de siete millas alrededor de la finca, que se puede alcanzar desde el aparcamiento entre 9am y 6pm incluso cuando el resto de la finca esté cerrada. Las áreas de arbolado de la finca, bosque de "Spearywell" y "The Great Copse", junto con el aparcamiento, son las únicas áreas en las cuales se admiten los perros.